# 邵僩
邵僩（1934年7月3日—2016年11月23日），台灣作家，長年定居新竹市。

## 生平
生於中國江蘇南通。1952年由新竹師範畢業後，擔任小學教師。先後擔任新竹救國團《自強月刊》主編、香港國泰電影公司特約編劇、國立編譯館國語教科書編審委員、中國青年寫作協會理事、新竹青年寫作協會理事長等職務。創作領域十分廣泛，曾經寫了電影劇本、小說、散文、評論、兒童文學作品等等。1974年榮獲中國文藝協會頒發的中國文藝獎章小說創作獎。1986年將一句話作品集結成冊，出版《人間種植》，與隱地、黃克全、木心，同為早期自由句的作者。1989年在教育界服務28年，從教職退休，專事寫作。2016年11月23日逝世，享年82歲。

## 創作風格與特色
散文家王鼎鈞認為邵僩「選材與眾不同，修辭亦有自己的竅門，每篇小說總能搔著別人未曾騷到的癢處」。評論家歐宗智說：「邵僩的語言文字運用，自成一格，不虛偽不做作，不板著面孔說教，給人一種親切感；在題材選取上，也不斷伸展生活的觸鬚，試圖擴大層面；更可取的是，邵僩在性靈、思想上有了進一步的探索與挖掘。」

## 作品

### 散文、隨筆
- 《鄉戀》〔1956〕
- 《白泉》〔1975〕
- 《綠意與新芽》〔1985〕
- 《都要有愛》〔1985〕
- 《人間種植》〔1986〕
- 《無涯》〔1987〕
- 《一方心靈》〔1988〕
- 《汗水的啟示》〔1989〕
- 《汗水處處》〔1992〕
- 《為心著色》〔1998〕
- 《拿粉筆的日子》〔2011〕

### 小說
- 《小齒輪》〔1966〕
- 《櫻夢》〔1967〕
- 《騎在教堂窗子上》〔1968〕
- 《汲泉》〔1969〕
- 《螞蟻上床》〔1969〕
- 《不停腳的人》〔1970〕
- 《到青龍橋就解散》〔1970〕
- 《坐在碼頭上等雨》〔1970〕
- 《兄弟們》〔1970〕
- 《泡沫，泡沫》〔1976〕
- 《讓風箏上天》〔1976〕
- 《花的使者》〔1976〕
- 《不要怕明天》〔1980〕
- 《跨出的腳步》〔1980〕
- 《今夜伊在那裏》〔1985〕
- 《鑼聲永遠》〔1986〕
- 《音符碎了》〔1993〕

### 兒童文學
- 《在陽光下》〔1967〕
- 《風姐姐來了》〔1979〕
- 《泥土好可愛》〔1983〕
- 《孩子的心》〔1984〕
- 《侵略者的腳步》〔1985〕
- 《中國永遠屹立》〔1985〕
- 《好朋友的話》〔1988〕
- 《小白鷺歷險記》〔1990〕
- 《現代兒童作文》〔1991〕
- 《小猴子還鄉記》〔1993〕
- 《小魚兒尋親記》〔1998〕

### 評論
- 《白痴的天才》〔1970〕

### 自選、精選、極短篇
- 《邵僩自選集》〔1978〕
- 《邵僩極短篇》〔1989〕
- 《邵僩兒童文學精選》〔2005〕
- 《邵僩散文精選》〔2007〕

## 外部連結
- 台灣文學網 - 邵僩 （页面存档备份，存于）